# Junagadh
Junagadh är en stad i den indiska delstaten Gujarat och är centralort i ett distrikt med samma namn. Folkmängden beräknades till cirka 380 000 invånare 2018. Staden är belägen söder om Rajkot på den södra delen av halvön Kathiawar, och huvuddelen av invånarna i distriktet är gujaratitalande.

## Historia
Redan på 200-talet f.Kr. tros, förutom ordinarie befolkning, asketer ha bebott de många grottor som finns i stadens närhet. Staden Junagadh blev huvudstad för den muslimska staten Saurashtra och för rajputriket Chauda redan på 800-talet. Staden erövrades 1472 av Mahmud Bighara, som befäste staden och bytte dess namn till "Mustafabad".
Furstendömet Junagadh var under kolonial tid en förhållandevis stor furstestat, med en yta på 8 643 kvadratkilometer. Det gränsade då till furstendömena Porbandar, Navanagar, Gondal, Bhavnagar samt den portugisiska kolonin Diu.
Riksgrundare var Bahadur Khanji I 1735. Furstendömet styrdes sedan av hans efterföljare, den muslimska dynastin Babi. Den siste nawaben, Mohammad Mahabat Khanji III (1911-1948), försökte vid den indiska självständigheten 1947 ansluta sitt rike till Pakistan vilket utlöste folkuppror bland den huvudsakligen hinduiska befolkningen och det hela slutade med indisk invasion och annektering.